# Semaeopus syssema
Semaeopus syssema là một loài bướm đêm trong họ Geometridae.